# Opogona percnodes
Opogona percnodes är en fjärilsart som beskrevs av Edward Meyrick 1910. Opogona percnodes ingår i släktet Opogona och familjen äkta malar.
Artens utbredningsområde är Sri Lanka. Inga underarter finns listade i Catalogue of Life.